# 木更津自動車学校

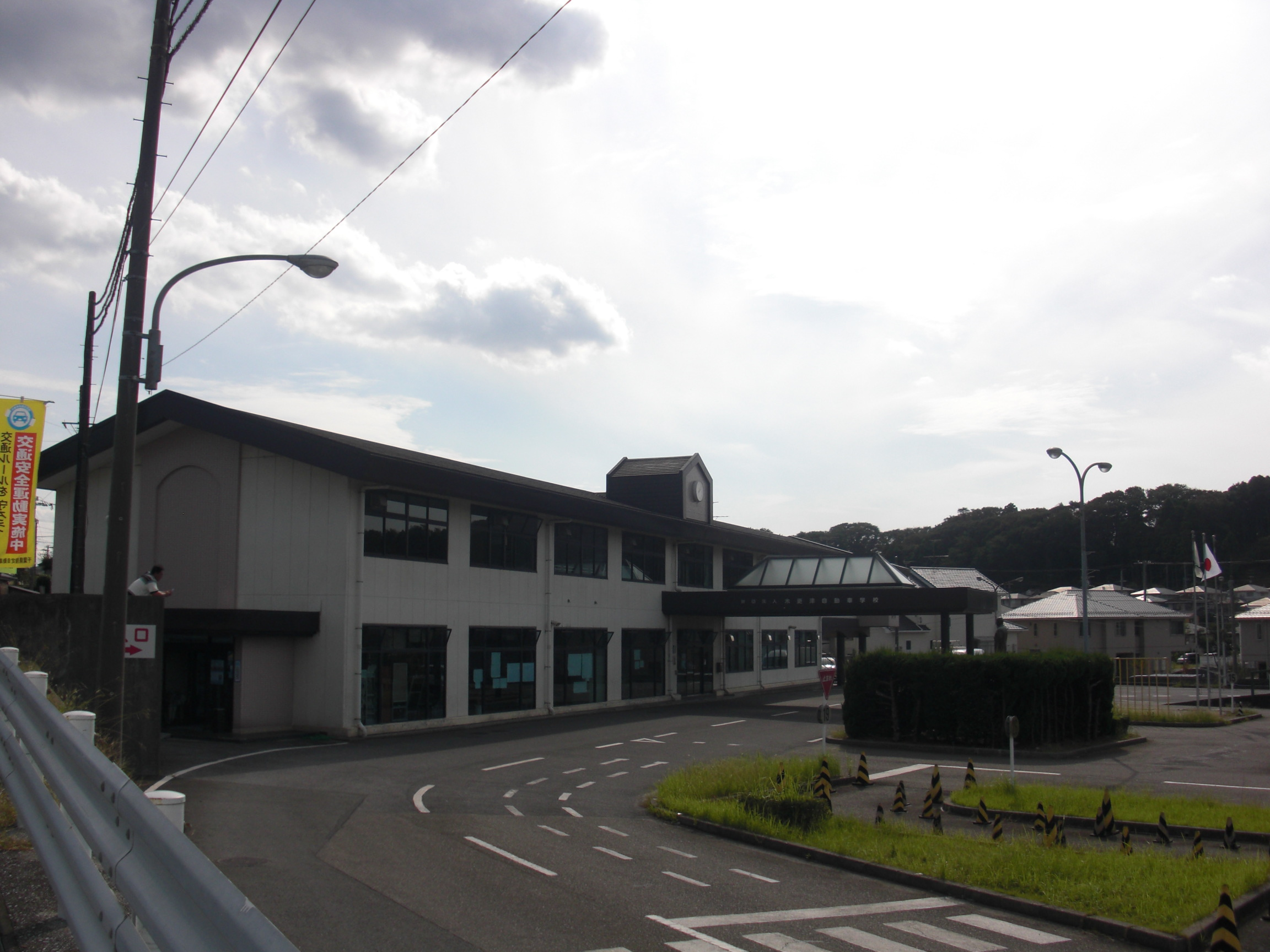
木更津自動車学校

木更津自動車学校（きさらづじどうしゃがっこう）は、千葉県木更津市にある千葉県公安委員会指定の自動車教習所。一般財団法人木更津交通安全協会が運営している。

## 所在地
- 千葉県木更津市請西1541番地

## 歴史
- 1961年6月6日：財団法人木更津交通安全協会設立。
- 1962年2月21日：「木更津自動車教習所」として開所。
- 1978年2月22日：現校名に改称。
- 1989年11月28日：現校舎新築。

## 教習車種
- 中型自動車
- 普通自動車 (MT,AT)
- 大型自動二輪車 (MT車のみ実施)
- 普通自動二輪車 (MT車のみ実施)
- 小型限定自動二輪車 (MT車のみ実施)
- 限定解除・ペーパードライバー

## アクセス
- JR木更津駅ほか、周辺各地域に向けて無料送迎バス有り。
- JR木更津駅から日東交通バス「太田循環線」または「高倉・草敷行」に乗車し、「自動車学校入口」で下車。